# ひもパン

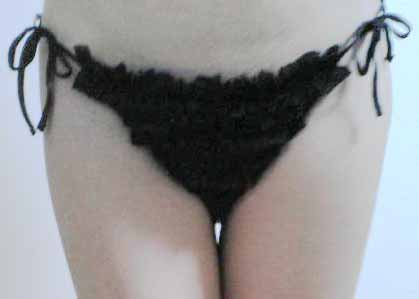
黒のひもパン（前）

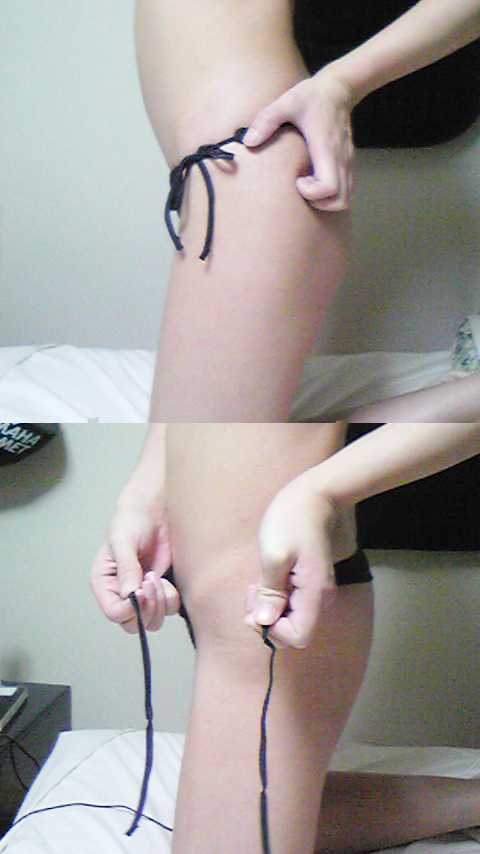
黒のひもパン（横）

ひもパンとは、下着の一種で、サイドが細いひも状またはリボンなどで結ぶデザインになっている。
一般的に生地が薄くて肌に密着した下着であるため、パンツ-スタイルでもショーツラインやブリーフラインが透けづらく、アウターに響きにくい機能を持っている。

## 概要
英語では、一般的にGストリング（G-String）と称され、ひも状タイプの意味では、side-string panties, side-string bikini、リボンタイプの意味では、side-string sarong, tie-side bottoms などという。
日本では、かつてはストリップショーなどエロティックな遊戯的意味合いが強いとされていたが、現在はデザインの一種として、ごく一般的に非常に受け容れられて、比較的に嗜好性の高いデザインに属している。
しかし、日本の女性の間では、Gストリングの語はソングやタンガと同列の、俗に「Tバック」と総称される内の1つだと捉えられることも多いことがあり、単にサイドが紐やリボンだと区別する際、製品名に使われる横ひもショーツやストリング-ビキニと呼ばれる場面も見受けられることがある。